# 稚内市立稚内西小中学校
稚内市立稚内西小中学校（わっかないしりつわっかないにししょうちゅうがっこう）は、北海道稚内市西浜2丁目にあった小学校・中学校で併置校である。西浜・富士見を校区としていた。
併置校であるが、小学校の校舎と中学校の校舎は別であった（グラウンドは一緒）。近年は、生徒・児童数が僅少になり、この先も、生徒・児童数が増える見込みはないことから、2014年度末をもって小・中学校共に閉校した。
昭和初期には全校児童・生徒は200人を超えていたが、過疎化により2000年には40人まで減少し、閉校年である2014年度はわずか4人にまで減っていた。卒業生は小学校で2440名・中学校で1324名を数える。

## 沿革
- 1900年（明治33年） - 稚内尋常高等小学校潤内（ウロンナイ）分教場として開設される。
- 1901年（明治34年） - 潤内（ウロンナイ）尋常小学校として認可される。
- 1941年（昭和16年） - 潤内（ウロンナイ）国民学校に改称。
- 1947年（昭和22年） - 西稚内小学校に改称。
- 1948年（昭和23年） - 稚内中学校西稚内分校開校。
- 1950年（昭和25年） - 西稚内中学校として独立。
- 1967年（昭和42年） - 稚内西小中学校へ改称。
- 2014年（平成26年） - 小学校が児童数が0となり休校となる。
- 2015年（平成27年） - 小中学校共に閉校。

## 学校周辺
- 西稚内漁港

## 交通
- 北海道旅客鉄道宗谷本線 稚内駅前ターミナルから宗谷バスの路線バス坂の下線「豊浜」下車。